# نيانزا لاك
نيانزا لاك هي مدينة تقع في جنوب بوروندي، في مقاطعة ماكامبا. تقع المدينة على ضفاف بحيرة تنجانيقا إلى الجنوب من موتامبارا وعلى مقربة من الحدود مع تنزانيا .